# Liste der systemrelevanten Unternehmen Russlands
Die Liste der systemrelevanten Unternehmen Russlands (russisch Перечень системообразующих организаций России, Peretschen Sistemoobrasujuschtschich Organisazi Rossii) enthält 199 Unternehmen, die von der Russischen Regierung im Februar 2015 für systemrelevant erklärt wurden. Bereits nach der Weltwirtschaftskrise ab 2007 wurde 2008 so eine Liste aufgestellt.
Unternehmen auf der Liste erhalten leichter staatliche Subventionen. Aufgenommen wurden Gesellschaften, die „einen erheblichen Einfluss auf das BIP, Beschäftigung und soziale Stabilität“ haben.
Produzierender Sektor
- OAO «AwtoWAS»
- OOO «GK „Agro-Belogorje“»
- SAO firma «Agrokomplex»
- OAO «AKKOND»
- OAO «Akron»
- OAO «Konzern PWO „Almas-Antei“»
- OAO «Alrosa»
- OAO «Altaiwagon»
- OAO «Archangelski ZBK»
- OAO «Baschkirskaja chimija»
- OAO «ANK „Baschneft“»
- OAO «Biosintes»
- AO «BTK grupp»
- OAO «Welikoluxki mjassokombinat»
- OAO «Wimm-Bill-Dann Produkty Pitanija»
- OAO «Wolgogradneftemasch»
- OAO «Gasprom»
- OAO «GaloPolimer»
- SAO «GEOTEK Holding»
- FGUP «GKNPZ Chrunitschew»
- OAO «Konzern „Granit-Elektron“»
- OAO «Gruppa GMS»
- FGUP «Gosnak»
- OAO «Dallesprom»
- OOO «Danon-Industrija»
- OOO «Gruppa kompani «Dominant»»
- OAO «Sawod im. W. A. Degtjarjowa»
- OAO «Sarubeschneft»
- OOO «Ewras»
- SAO «Ewrozement grupp»
- OAO «UK EPK»
- OAO «Mineralno-chimitscheskaja kompanija „Ewrochim“»
- OAO «Gruppa „Ilim“»
- OOO «Integra»
- SAO «Interneschnl Peiper»
- OAO «KamAS»
- OAO «Kamensk-Uralski metallurgitscheski sawod»
- OAO «Kondopoga»
- OAO «Ugolnaja kompanija „Kusbassrasresugol“»
- OAO «Kuibyschewasot»
- SAO «Kurski Agrocholding»
- FGUP «Rossijski nautschny zentr «Kurtschatowski institut»»
- OAO «Lipezkchlebmakaronprom»
- OAO «NK „Lukoil“»
- OOO «Gruppa „Magnesit“»
- OAO «Magnitogorski metallurgitscheski kombinat»
- OAO «Makfa»
- SAO «Meschdunarodny aeroport Domodedowo»
- OAO «Meschdunarodny aeroport „Pulkowo“»
- OAO «Meschdunarodny aeroport Scheremetjewo»
- OAO «ChK „Metalloinwest“»
- OAO «Metschel»
- FGUP «NPO Mikrogen» Minsdrawa Rossi
- OOO «Agropromyschlenny cholding „Miratorg“»
- OAO «Mondi Syktywkarski LPK»
- OAO «Mordowskoje agropromyschlennoje objedinenije»
- OAO «Konzern „Morinformsistema-Agat“»
- OAO «Motowilichinskije sawody»
- OAO «Konzern „MPO-Gidropribor“»
- FGUP «NPO imeni S. A. Lawotschkina»
- OAO «Nischegorodski masloschirowo kombinat»
- OAO «Nischnekamskneftechim»
- OAO «Nischnekamskschina»
- OOO «Nikochim»
- OAO «NOWATEK»
- OAO «Nowolipezki metallurgitscheski kombinat»
- OAO «GMK „Norilski nikel“»
- FGUP «NPZ awtomatiki i priborostrojenija im. Akademika N. A. Piljugina»
- OAO «Objedinjonnaja awiastroitelnaja korporazija» (OAK)
- AO NPK «Objedinennaja wagonnaja kompanija» (OWK)
- AO «Objedinennaja metallurgitscheskaja kompanija» (OMK)
- OAO «Objedinennaja raketno-kosmitscheskaja korporazija» (ORKK)
- OAO «Objedinennyje maschinostroitelnyje sawody» (OMS)
- OAO «Konzern „Okeanpribor“»
- OAO «OSK»
- OOO «Orimi»
- SAO «UK „Petropawlowsk“»
- OAO «Polimetall»
- OAO «Poljus-Soloto»
- SAO «Prioskolje»
- OAO «Progress»
- OOO «Prodimex»
- OOO «Prodo»
- OOO «UK „Koks“»
- SAO «Ptizefabrika Sewernaja»
- OAO Gruppa «Rasgulja»
- SAO «Reno Rossija»
- OAO «Rosgeologija»
- FGUP «Rosmorport»
- OAO «NK „Rosneft“»
- OAO «Rossijskije schelesnyje dorogi»
- GK «Rostechnologii»
- OAO «Rostselmasch»
- OAO «Rusajewski sawod chimitscheskowo maschinostrojenija»
- OOO «Gruppa kompani „Rusagro“»
- OAO «OK „Rusal“»
- SAO «Russkaja mednaja kompanija»
- OOO «Russkaja rybopromyschlennaja kompanija»
- OAO «Russkije maschiny»
- OAO «NK „RussNeft“»
- OAO «Sajanskchimplast»
- OAO «ChK SDS-Ugol»
- PAO «Sewerstal»
- SAO «Sibirskaja agrarnaja gruppa»
- OAO «Sibirski zement»
- OAO «Sibur»
- OAO «Silowyje maschiny»
- OAO «Sinara – transportnyje maschiny»
- OAO «Akzionernoje Kurganskoje obschtschestwo medizinskich preparatow i isdeli „Sintes“»
- OAO «NGK „Slawneft“»
- OAO «Sowkomflot»
- OOO «Sodruschestwo»
- OAO «Sollers»
- OOO «UK „Solnetschnyje produkty“»
- SAO «Stawropolski broiler»
- OAO «Surgutneftegas»
- OAO «SUEK»
- OAO «TAIF»
- SAO «Talina»
- OAO «Korporazija „Taktitscheskoje raketnoje wooruschenije“»
- OAO «Tatneft im. W. D. Schaschina»
- OAO «Twersko wagonostroitelny sawod»
- OAO «Toljattiasot»
- OOO KKU «Konzern „Traktornyje Sawody“»
- OAO «AK „Transaero“»
- SAO «Transmashholding»
- OAO «AK „Transneft“»
- OOO «Agrofirma «TRIO»»
- OAO «Trubnaja metallurgitscheskaja kompanija» (TMK)
- OAO «Uralskaja Gorno-Metallurgitscheskaja Kompanija»
- OAO «NPK „Uralwagonsawod“»
- SAO «Uralbroiler»
- PAO «Uralkali»
- OAO «OChK „UralChim“»
- OAO «Ufaneftechim»
- OAO «Pharmstandard»
- OAO «PhosAgro»
- FGUP «Zentr expluataziobjektow nasemno kosmitschesko infrastruktury»
- FGUP «ZNIIMasch»
- OAO «Tscheljabinski truboprokatny sawod»
- OAO «Tscheljabinski elektrometallurgitscheski kombinat»
- OAO «Tscherkisowo»
- OOO «EkoNiwaAgro»
- SAO AWK «Exima»
- OAO «Elektrosawod»
- SAO «Energoprom»
- SAO «Uprawljajuschtschaja kompanija „EFKO“»
- OOO «Jurginski maschsawod»

Sonstige Unternehmen
- OAO «S7 Airlines»
- OAO «Awiakompanija „Uralskije awialinii“»
- OAO «Awiakompanija „JuTeir“»
- OAO «Aeroflot»
- OAO «Aptetschnaja set 36,6»
- OOO «Auchan»
- OOO «Baschkirskaja generirujuschtschaja kompanija»
- SAO «WAD»
- OAO «Gruppa kompani „Wiktorija“»
- OAO «Dixi Grupp»
- OAO «Wolgomost»
- OAO «Wolschskaja TGK»
- OAO «Wympelkom»
- OAO «Generirujuschtschaja kompanija» (Tatarstan)
- OAO «Glawstro»
- OAO «Enisseiskaja TGK (TGK-13)»
- OAO «Inter RAO»
- SAO «Inteko»
- OAO «Irkutskenergo»
- OAO «Kwadra»
- SAO «Krokus»
- OAO «Kusbassenergo»
- OOO «Lenta»
- OAO «Gruppa „LSR“»
- OAO «Kompanija „M.wideo“»
- OAO «MegaFon»
- OOO «Metro kesch end Kerri»
- OOO «Morton-RSO»
- OAO «Mostotrest»
- OOO «O'KE»
- OAO «Gruppa kompani „PIK“»
- FGUP «Potschta Rossii»
- OAO «Protek» (Apteki «Rigla»)
- GK «Rosatom»
- OAO «Rosseti»
- FGUP «Rossijskaja telewisionnaja i radioweschtschatelnaja set» (RTRS)
- OAO «Rostelekom»
- OAO «RusGidro»
- OAO AFK «Sistema»
- OAO «Sedmo kontinent»
- OAO «SIBEKO»
- OAO «SO EES»
- OOO «Stroigaskonsalting»
- SAO «SU-155»
- SAO «Tander»
- OAO «TGK-14»
- OAO «TGK-2»
- OAO «Korporazija Transstro»
- OAO «Fortum»
- OAO «FSK EES»
- X5 Retail Group N.V.